# Castelo de Gyula

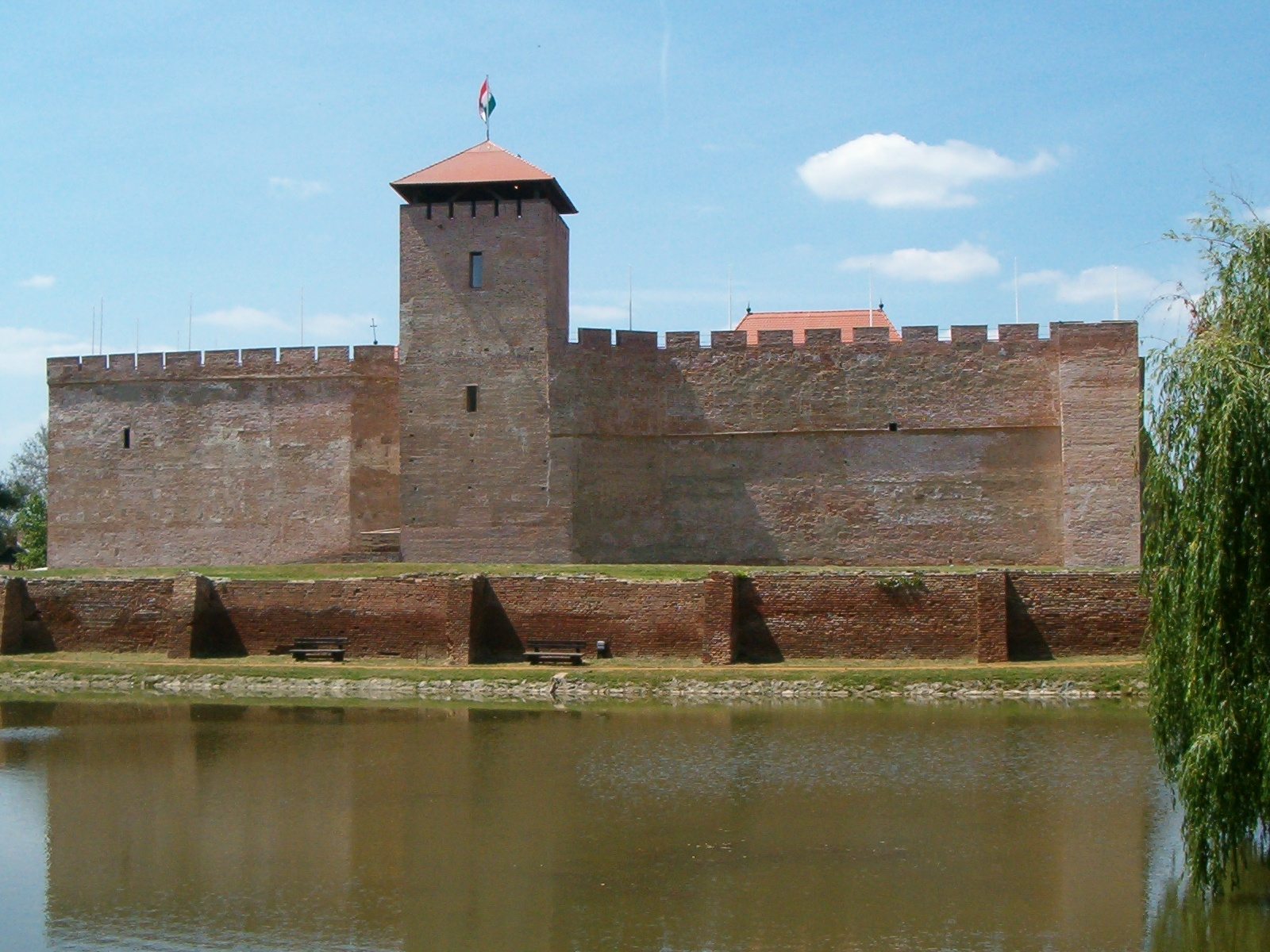
Castelo de Gyula, Hungria.

O Castelo de Gyula localiza-se próximo da cidade de Gyula, na Hungria.

## História
Situado numa longa ilha, foi iniciado em 1430, a mando de János Maróthy. Após a sua morte, o seu filho Lászlo prosseguiu os trabalhos de construção, concluindo-o.
Pelo fato de seus traços não serem muito parecidos com os de um castelo tradicional, o Rei Zsigmond (Sigismundo em português) não o mencionou numa lista de castelos da Hungria.
O castelo ganhou reputação, que culminou com a consagração de sua Capela, a 9 de junho de 1445.
Devido à extinção da dinastia Maróthys, em 1476, os domínios do castelo reverteram à Coroa, passando para o rei Matias da Hungria, que os doou ao seu filho varão, János Korvin.
Em julho de 1566, os mongóis atacaram o castelo, impondo-lhe cerco. Após nove semanas, com os defensores padecendo de fome e de sede, o líder dos invasores prometeu-lhes mantimentos caso se rendessem. Entretanto, realizou um novo assalto ao castelo, aprisionando os sobreviventes.
Durante a Segunda Guerra de Independência de Ferenc Rákóczi (c. 1711), Sándor Károlyi atacou e tomou o castelo, porém, sem resultado prático, uma vez que, após vinte e quatro dias, o mesmo voltou a ser dominado pelos magiares.
A partir de 1904, o castelo mergulhou no abandono. Recentemente, porém, com o ingresso da Hungria na União Europeia, o monumento foi recuperado, após campanha de obras de conservação e restauro.

## Características
O castelo, único na sua forma e estilo, conserva algumas aspirações do estilo gótico, mesmo que tardio, sendo a simétrica torre de vigia uma marca do mesmo. As aspirações renascentistas, que vigoravam na Itália, ainda se fazem notar em seus traços, entretanto.